# رز پریمولا
رز پریمولا (نام علمی: 'Rosa primula') یکی از گونه‌های رز است. درختچه‌ای است که بنام یک رز خوشبو و بخوری شهرت دارد. در بین رزها این رز یک استثنا بوده و شاخ و برگ آن معطر است و بوی یک ادویهٔ قوی از آن ساطع می‌شود. این بو در صورتیکه خراشیده یا له شود در فضا پراکنده می‌شود گل‌های معطر و ساده و کم پر آن به رنگ زرد کم رنگ و با پرچم‌های زرد بیرون زده یا برجسته است و در اواخر بهار شکوفا می‌شوند. رزهای پریمولا از عهده تحمل اغلب شرایط مختلف برمی‌آیند و می‌توان آن‌ها را در مقابل داربست یا آلاچیق نیز پرورش داد. در زمستان‌های سخت یا خیلی سرد شاید سرشاخه‌های رز از بین برود اما در بهار سال بعد مجدداً احیا یا زنده شده و از نو جان می‌گیرند. ارتفاع بوته در ۲٫۵ متر است و فصل گلدهی در بهار است. 